# HK Bled
Hokejski klub Bled je nekdanji slovenski hokejski klub z Bleda, ki je propadel leta 2003, že leta 1999 pa so se od njega ločile mlajše kategorije HK MK Bled, ki od tedaj delujejo kot samostojen klub. Leta 1996 je klub osvojil mednarodni turnir Poletna liga Rudi Hiti.

## Znameniti hokejisti
Glej tudi Kategorija:Hokejisti HK Bled.
- Mihail Anfjorov
- Zvonimir Bolta
- Andrej Brodnik
- Marjan Gorenc
- Rudi Hiti
- Dejan Kontrec
- Matjaž Kopitar
- Viktor Krutov
- Josef Pethö
- Aleksander Rožkov
- Sergej Stolbun
- Valerij Šahraj
- Mitja Šivic
- Zdenek Šperger
- Zvone Šuvak
- Toni Tišlar
- Nik Zupančič
- Marko Šturm